# Leigrijze piewie
De leigrijze piewie (Contopus fumigatus) is een zangvogel uit de familie Tyrannidae (tirannen).

## Verspreiding en leefgebied
Deze soort komt voor van Venezuela tot Argentinië en telt zes ondersoorten:
- C. f. ardosiacus: van Colombia en westelijk Venezuela tot oostelijk Ecuador en oostelijk Peru.
- C. f. cineraceus: noordelijk Venezuela.
- C. f. duidae: zuidelijk Venezuela en Guyana.
- C. f. zarumae: noordwestelijk Colombia, westelijk Ecuador en noordwestelijk Peru.
- C. f. fumigatus: zuidoostelijk Peru en westelijk Bolivia.
- C. f. brachyrhynchus: zuidoostelijk Bolivia en noordwestelijk Argentinië.

## Status
De grootte van de populatie is niet gekwantificeerd maar de soort wordt omschreven als vrij algemeen. Op de Rode lijst van de IUCN heeft deze soort de status niet bedreigd.